# Eternity (film, 2025)
Pour les articles homonymes, voir Eternity.
Pour plus de détails, voir Fiche technique et Distribution.
Eternity est un film américain réalisé par David Freyne et dont la sortie est prévue en 2025.
Le film sera présenté au festival international du film de Toronto 2025.

## Synopsis
Après la mort, chacun dispose d'une semaine pour choisir où passer l'éternité. Pour Joan, Larry et Luke, la véritable question est de savoir avec qui la passer. Joan doit choisir entre l'homme avec lequel elle a construit sa vie ou son premier amour, mort à la guerre.

## Fiche technique
Sauf indication contraire, les informations mentionnées dans cette section peuvent être confirmées par les bases de données cinématographiques IMDb et Allociné,  présentes dans la section « Liens externes ».
- Titre original : Eternity
- Réalisation : David Freyne
- Scénario : Pat Cunnane
- Musique : David Fleming
- Direction artistique : Andrew Li
- Décors : Zazu Myers
- Costumes : Angus Strathie
- Photographie : Ruairí O'Brien
- Montage : Joe Sawyer
- Production : Tim White et Trevor White

Producteurs délégués : Elizabeth Olsen, Miles Teller et Michael Williams
- Sociétés de production : A24 et Star Thrower Entertainment
- Société de distribution : A24 (États-Unis)
- Budget : N/A
- Pays de production :  États-Unis
- Langue originale : anglais
- Format : couleur
- Genre : comédie romantique, fantastique
- Durée : 112 minutes
- Dates de sortie[1] : Dates sujettes à modification
  - Canada : septembre 2025 (festival de Toronto - section Gala Presentations)
  - États-Unis : novembre 2025
- Classification[2] :
  - États-Unis : PG-13

## Distribution
- Miles Teller : Larry
- Elizabeth Olsen : Joan
- Callum Turner : Luke
- Da'Vine Joy Randolph : Anna
- John Early : Ryan
- Olga Merediz : Karen

## Production

### Genèse et développement
Pat Cunnane écrit le script de Eternity. Il figure ensuite sur la Black List 2022, un sondage annuel des meilleurs scripts en attente de développement. En mars 2024, David Freyne est annoncé à la réalisation alors que le projet est lancé par A24. Elizabeth Olsen, Miles Teller et Callum Turner sont également annoncés dans les rôles principaux. En mai 2024, Da'Vine Joy Randolph rejoint également la distribution. En juin, John Early et Olga Merediz sont confirmés.

### Tournage
Le tournage débute le 24 mai 2024 à Vancouver et s'achète le 5 juillet,,.

## Sortie et accueil
En juillet 2025, il est annoncé qu’Eternity sera présenté en avant-première au festival international du film de Toronto 2025 en septembre, avant sa sortie dans les salles américaines en novembre 2025.